# Dying Wish (banda)
Dying Wish es una banda estadounidense de metalcore formada en Sacramento, California en 2016. La banda está formada por la vocalista Emma Boster, los guitarristas Sam Reynolds y Pedro Carrillo, el baterista Jeff Yambra y el bajista Jon Mackey.

## Historia
Dying Wish se formó en 2016, y su primer lanzamiento fue una demo en 2018. En 2019, la banda lanzó la canción "Enemies In Red", con la participación de Bryan Garris de Knocked Loose. En 2020, la banda firmó con SharpTone Records y lanzó una nueva canción titulada "Innate Thirst".
El 7 de julio de 2021, la banda anunció sus planes de lanzar su primer álbum de estudio Fragments of a Bitter Memory, el 1 de octubre de 2021. En 2023, la banda anunció la grabación de su segundo álbum. La banda lanzó un sencillo en 2023 titulado "Torn From Your Silhouette". El grupo lanzó otra canción, "Watch My Promise Die", en julio de 2023, y anunció su segundo álbum junto con ella. Su segundo álbum Symptoms of Survival, se lanzó el 3 de noviembre de 2023 a través de SharpTone. En octubre de 2024, realizaron una gira por Estados Unidos junto a Pain of Truth.
A partir de abril de 2025, fueron teloneros de Spiritbox en su gira de Tsunami Sea. Tras una serie de conciertos en Australia como teloneros de Counterparts, la banda anunció su tercer álbum de estudio Flesh Stays Together. Su lanzamiento está previsto para el 26 de septiembre de 2025.

## Miembros
Miembros actuales
- Emma Boster – voz principal (2016-presente)
- Pedro Carrillo – guitarra, coros (2016-presente)
- Sam Reynolds – guitarra, coros (2016-presente)
- Jon Mackey – bajo, coros (2022-presente)
- Jeff Yambra – batería (2016-presente)

Miembros anteriores
- Andrew Le – bajo (2016-2022)

## Discografía

### Álbumes de estudio
- Fragments of a Bitter Memory (2021)
- Symptoms of Survival (2023)
- Flesh Stays Together (2025)

### EPs
- Dying Wish (2018)
- Split (con Serration) (2018)
- From Nothing (2024)

### Sencillos
| Año  | Cancion                                                 | Álbum                        |
| ---- | ------------------------------------------------------- | ---------------------------- |
| 2019 | "Enemies In Red"                                        | Fragments of a Bitter Memory |
| 2020 | "Innate Thirst"                                         | Fragments of a Bitter Memory |
| 2021 | "Fragments of a Bitter Memory"                          | Fragments of a Bitter Memory |
| 2023 | "Torn from Your Silhouette"                             | Symptoms of Survival         |
| 2025 | "I Brought You My Soul (Your World Brought Me Despair)" | N/A                          |
| 2025 | "I'll Know You're Not Around"                           | Flesh Stays Together         |

### Video musical
| Año  | Canción                        | Director (s)                 |
| ---- | ------------------------------ | ---------------------------- |
| 2020 | "Innate Thirst"                | Karl Whinnery                |
| 2021 | "Until Mourning Comes"         | Errick Easterday             |
| 2021 | "Fragments of a Bitter Memory" | Errick Easterday             |
| 2021 | "Cowards Feed, Cowards Bleed"  | Errick Easterday             |
| 2022 | "Now You'll Rot"               | Anthony Altamura             |
| 2023 | "Torn from Your Silhouette"    | Anthony Altamura             |
| 2023 | "Watch My Promise Die"         | Anthony Altamura             |
| 2023 | "Lost In the Fall"             | Anthony Altamura             |
| 2023 | "Path to Your Grave"           | Anthony Altamura             |
| 2023 | "Paved In Sorrow"              | Anthony Altamura             |
| 2025 | "I'll Know You're Not Around"  | Eric Richter & Pedro Carillo |